# Arancón
Arancón er en by i provinsen Soria i det centrale Spanien. Den har et indbyggertal på 76 (2024).